# سفاح
السَفاح هو الشخص الذي يكثر سفك الدماء أي يكثر من القتل أوالإيذاء المسيل للدماء بشكل أوبأخر. تطبق السلطات المختلفة معايير مختلفة لوصف القتلة المتسلسلين؛ في حين تحدد معظمهم عتبة ثلاث جرائم قتل، وتمديدها إلى أربعة أوتقليلها إلى اثنتين. على سبيل المثال، يعرف مكتب التحقيقات الفيدرالي القتل التسلسلي بأنه: «سلسلة من عمليتي قتل أوأكثر، تم ارتكابهما كأحداث منفصلة، من قبل مجرم واحد عادةً يعمل بمفرده».
وسفك الدماء لدي السَفّاح ليس عملاً عشوائياً وإنما يتحول إلى هواية يحب تكرارها وهو ينتقي ضحاياه من فئة معينة بناء على اعتبارات نفسية أو جنسية أو عنصرية، وهذا الذي يفرق بين السفاح والمجرم العادي حيث أن المجرم العادي يرتكب الجريمة بناءً على ظروف موقفية عارضة أواندفاعية مؤقتة ولهذا تأتي جريمته عشوائية على عكس السَفّاح الذي تتسم جرائمه بالثبات النسبي للضحايا وطريقة الاعتداء.
السفاح لا يقتل تبعاً لإيديولوجيا (حتى ولوكان يختار ضحاياه حسب الجنس أو اللون أو القبيلة أو الدين أو أشياء أخرى...) وليس بتعصب أو كسب المال. الدافع الرئيسي السفاح هوالإحساس بالقوة الذي تخوله إياه جرائمه. نسبة كبيرة من السفاحين قد عانوا من العنف أوالتحرش الجنسي خلال طفولتهم.
بعد هذا التعريف مجرمو الحرب والقتلة الجماعيون وقتلة الفترة والقتلة الماجورين لا يمكن تصنيفهم ضمن السفاحين.

## أنواع السَفّاحين
1. السَفّاح النوابي : وهو تنتابه حالات من الرغبة الجامحة في العنف والجنس معا، ولكنه يكون طبيعياً جدا بين النوبات ويتفاجأ به الناس عند اكتشافه لأنه لا يثير أي شبهات حوله
2. السَفّاح المعادي لـ المجتمع : وهو الشخص الذي يعتدي على حقوق الآخرين ولا يحترم القوانين أو الأعراف، وهو كثير الكذب والغش والخداع, ويؤذي الأشخاص ويقتل بـ دم بارد ولا يشعر بـ الندم أو الذنب على شيء، وهو لا يتعلم من أخطائه ويكرر سلوكياته دائماً.
3. السَفّاح الفصامي :و هو شخص غريب المظهر والأفكار, يلبس ملابس لا تناسبه ويعيش في العزلة وليست لدية علاقات اجتماعية، ويتبني أفكارا غريبة مثل السحر والخوارق وغيرها، وهو يـشك في كل من حوله.

## أشهر السفاحين عبر تاريخ
فالسَفّاح بـاللغة العربية تطلق لمن يتلذذ بقتل البشر
- جاك السفاح[1][2][3] أشهر قاتل متسلسل في تاريخ بريطانيا.
- هيرمان ويبستر مدجت
- زودياك السفاح
- إنركيتا مارتي